# Duke Farms
Duke Farms — поместье, основанное Джеймсом Бьюкененом Дьюком, американским предпринимателем.
После его смерти перешло дочери — Дорис Дьюк, а после её смерти и обширной реорганизации было открыто для публики 19 мая 2012 года.
Режим работы:
- с 1 ноября по 31 марта − с 8:30 до 16:30,
- с 1 апреля по 31 октября − с 8:30 до 18:00,
- закрыто по воскресеньям и понедельникам.

## История
Начиная с 1893 года Джеймс Дьюк начал покупать землю рядом с рекой Раритан в сельской местности Нью-Джерси. Его мечтой было создать ферму, похожую на ферму в Северной Каролине, где он вырос. Для осуществления своей мечты он нанял архитекторов и инженеров, в том числе фирму Buckenham & Miller, Джеймса Гринлифа и Эллен Шипман. В результате на площади около 2700 акров (11 км²) сельскохозяйственных и лесных угодий было сооружено было 45 зданий и 9 озёр, проложено 18 миль дорог.
После смерти Дьюка, его 12-летняя дочь Дорис Дьюк получила контроль над имуществом после того, как подала в суд на свою мать, пожелавшую продать поместье. Дорис восстановила его и переехала жить туда в возрасте пятнадцати лет, сделав Duke Farms своей основной резиденцией. Она внедрила инновационные методы земледелия, которым научилась на Малабарской ферме Луи Бромфилда. Начиная с 1958 года на территории поместья она спроектировала и создавала в течение пяти лет уникальную ботаническую экспозицию, известную как Сады Дьюка. Они были открыты для посещения публикой в 1964 году.
Дорис Дьюк умерла в 1993 году. Duke Farms стал принадлежать фонду Duke Farms Foundation (DDF), который был создан в 1998 году для управления поместьем. Этот фонд, в свою очередь, входит в состав Doris Duke Charitable Foundation. По прошествии лет было принято решение преобразовать поместье как «модель охраны окружающей среды XXI века». В 2008 году DDF вызвал некоторые споры, когда закрыл Сады Дьюка, снеся насаждения, созданные Дорис Дьюк. Но за следующие годы фонд создал новые крытые и открытые сады, которые являются экологически чистыми, используют местные растения и доступны для инвалидных колясок. В процессе реабилитации были удалены многочисленные инвазивные чужеродные растения, заменённые местными видами. Поместье снова было доступно для посещения публикой с 19 мая 2012 года. В 2016 году особняк, в котором жила Дорис Дьюк, был снесён, чтобы открыть северную часть участка Duke Farms.